# Jörg Huke
Jörg Huke (* 1962 in Kleinmachnow) ist ein deutscher Posaunist des Modern Jazz und Theaterkomponist.

## Leben und Wirken
Huke erhielt ab dem achten Lebensjahr Trompetenunterricht; er wechselte mit sechzehn Jahren zur Posaune. Von 1979 bis 1983 studierte er klassische Posaune an der Hochschule für Musik „Hanns Eisler“ Berlin. Seit 1981 setzte er sich intensiv mit modernem Jazz und Neuer Musik auseinander. Mit Hannes Zerbe arbeitete er in literarischen Musikprogrammen, etwa MERZ-Jazz (mit Charlie Eitner), und später auch mit seiner Blechband (Rondo alla Fried, 1992). 1987 gehörte er mit Volker Schlott und Thomas Klemm zu den Gründern des Quartetts Fun Horns, das bis heute besteht und mehrfach international auf Tour war. 1988 holte ihn Günter Sommer in das Jazzorchester der DDR. Mit Bajazzo spielte er die Produktion Fasten Seat Belts ein, die ebenfalls von Amiga veröffentlicht wurde. 1990 gehörte er zum Workshop Ensemble von Cecil Taylor.
Ab 1991 spielte er mit dem New Jungle Orchestra von Pierre Dørge, in dem er auch mit David Murray anlässlich des Jazzpar-Preises konzertierte (erschienen auf gleichnamigem Album). Weiterhin war er langjährig Mitglied des Orchestra von Klaus König, aber auch des East Berlin Guest Orchestra; er arbeitete mit Gabriele Haslers Personel Notebook und im Duo mit dem Gitarristen Wolfgang Schmiedt (Inner Visuals) oder dem Cellisten Peter Koch und mit Billy Jenkins Voice of God Collective. 2000 gehörte er zur Jazzpar Combo von Carsten Dahl. Auch trat er mit John Tchicai, Urs Blöchlinger, Alexander von Schlippenbach, Joachim Ullrich, Samul Nori sowie mit dem Ars Baltica Jazz Ensemble auf und nahm mit Andreas Willers (The Ground Music) auf. Seit 1996 ist er als Produzent und Film- und Theaterkomponist, etwa für das Theater 89, tätig.

## Preise und Auszeichnungen
1993/94 erhielt Huke ein Stipendium des Senats von Berlin für "DAS HUKEPACK", mit Wolfgang Mitterer, Peter Koch, Claudio Puntin und Bob Rutman.